# Tikod amo
Tikod amo es el nombre en lengua kamayo de una especie de ostra comestible, una especie de molusco bivalvo marino que se encuentra en las aguas costeras de la bahía de Lianga, en Barobo Surigao del Sur (Filipinas). Aún no se conoce la identidad científica de esta especie, pero parece pertenecer al género Spondylus, las ostras espinosas. "Tikod amo" es un nombre en el dialecto local, derivado de su aspecto externo, que supuestamente se parece al 'tobillo de un simio'.
Esta ostra endémica se considera deliciosa y es uno de los mariscos favoritos en Barobo y los municipios adyacentes de Surigao del Sur. La Oficina de Investigación Agrícola y la Universidad Estatal del Noreste de Mindanao colaboran en un intento de desarrollar una técnica de cultivo sostenible del Tikod amo, con el fin de disminuir la sobreexplotación de esta especie en la naturaleza.